# Richard Seaman
Richard John Beattie »Dick« Seaman, britanski dirkač, * 3. februar 1913, Chichester, Sussex, Anglija, Združeno kraljestvo, † 25. junij 1939, Spa, Belgija.
Richard Seaman se je rodil 3. februarja 1913 v angleškem mestu Chichester v bogati družini in se je že zgodaj začel zanimati za dirkanje. Leta 1934 se je po končanem študiju na univerzi Cambridge z dirkalnikom MG odpravil v Evropo, da bi si nabral dirkaške izkušnje. V sezoni 1934 je v razredu Voiturette dosegel svojo prvo zmago na dirki za Veliko nagrado Švice. Zmagal je še na več manjših dirkah, tudi dirki za Veliko nagrado Doningtona v sezoni 1936, in si s tem prislužil povabilo Alfreda Neubauerja iz Mercedesa na preizkus na dirkališče Nürburgring.
V sezoni 1937 je podpisal za Mercedes-Benz, čeprav njegova mati ni želela, da bi dirkal za nacistično moštvo. Po solidnem dirkanju v sezoni 1937, ko je kot najboljši rezultat dosegel drugo mesto na dirki Vanderbilt Cup, je zablestel v naslednji sezoni 1938 z zmago na dirki za Veliko nagrado Nemčije, ki je bila za njegovo moštvo najpomembnejša dirka sezone, in drugim mestom na dirki za Veliko nagrado Švice.
Na dirki za Velika nagrada Belgije 1939 v sezoni 1939, ki je v dežju potekala na znamenitem dirkališču Circuit de Spa-Francorchamps, se je iz vodstva v dvaindvajsetem krogu zaletel v drevo. Na smrtni postelji je povedal, da je bilo trčenje njegova krivda, ker je zapeljal prehitro v ovinek. Umrl je nekaj ur po nesreči v starosti šestindvajsetih let kot prvi dirkač, ki se je smrtno ponesrečil v Mercedesu. Po njegovi smrtni so zastopniki Mercedes-Benza po vsem svetu dobili navodilo, da na izložbeno okno nalepijo Seamanovo fotografijo. Richard Seaman je pokopan na Londonskem pokopališču Putney Vale Cemetery, za njegov grob pa še vedno skrbi Mercedes-Benz.